# Ліга чемпіонів УЄФА 2008—2009
Ліга чемпіонів УЄФА 2008–2009 — 54-ий турнір між найкращими клубами європейських країн і 17-ий такий турнір в теперішньому форматі Ліги чемпіонів УЄФА. Фінал пройшов на «Стадіо Олімпіко» в Римі 27 травня 2009 року. Це був восьмий фінал єврокубка, що відбувся в Італії, і четвертий на «Стадіо Олімпіко». Переможцем стала іспанська «Барселона».

## Кваліфікація
У Лізі чемпіонів 2008–2009 взяло участь 76 команд з 52 асоціацій УЄФА (Ліхтенштейн не подав заявки на участь). Країни отримали право представити певну кількість команд відповідно до їх коефіцієнтів УЄФА. Право участі поточного чемпіона Ліги («Манчестер Юнайтед») не використовувалось, оскільки «МЮ» став чемпіоном Прем'єр-Ліги у сезоні 2007–2008.
Нижче подано схему кваліфікації команд від асоціацій до Ліги чемпіонів 2008–2009:
- Асоціації 1—3 (Іспанія, Англія і Італія) отримали по 4 команди
- Асоціації 4—6 (Франція, Німеччина і Португалія) отримали по 3 команди
- Асоціації 7—15 (Румунія, Нідерланди, Росія, Шотландія, Україна, Бельгія, Чехія, Туреччина і Греція) отримали по 2 команди
- Асоціації 16—53 (окрім Ліхтенштейну) отримали по 1 команді

Перший кваліфікаційний раунд: (28 команд)
- 28 чемпіонів з асоціацій 25—53

Другий кваліфікаційний раунд: (28 команд)
- 14 переможців першого кваліфікаційного раунду
- 8 чемпіонів з асоціацій 17—24 (Швейцарія, Норвегія, Ізраїль, Сербія, Данія, Австрія, Польща і Угорщина)
- 6 команд, що посіли другі місця, з асоціацій 10—15

Третій кваліфікаційний раунд: (32 команди)
- 14 переможців другого кваліфікаційного раунду
- 6 чемпіонів з асоціацій 11—16
- 3 команд, що посіли другі місця, з асоціацій 7—9 (від Нідерландів пройшла команда-переможець плей-оф турніру з команд з 2 до 5 місця у Ередивізіє)
- 6 команд, що посіли треті місця, з асоціацій 1—6
- 3 команд, що посіли четверті місця, з асоціацій 1—3

Груповий етап: (32 команди)
- 16 переможців третього кваліфікаційного раунду
- 10 чемпіонів з асоціацій 1—10
- 6 команд, що посіли другі місця, з асоціацій 1—6

| Груповий етап                | Груповий етап       | Груповий етап     | Груповий етап           |
| ---------------------------- | ------------------- | ----------------- | ----------------------- |
| Реал (Мадрид)                | Інтернаціонале      | Баварія (Мюнхен)  | ЧФР Клуж                |
| Вільярреал                   | Рома                | Вердер            | ПСВ Ейндховен           |
| Манчестер ЮнайтедВТ          | Ліон                | Порту             | Зеніт (Санкт-Петербург) |
| Челсі                        | Бордо               | Спортінг          | Селтік[A]               |
| Третій кваліфікаційний раунд |                     |                   |                         |
| Барселона                    | Фіорентіна          | Твенте            | Славія                  |
| Атлетіко (Мадрид)            | Марсель             | Спартак (Москва)  | Галатасарай             |
| Арсенал                      | Шальке              | Шахтар            | Олімпіакос              |
| Ліверпуль                    | Віторія (Гімарайнш) | Стандард          | Левський[A]             |
| Ювентус                      | Стяуа               |                   |                         |
| Другий кваліфікаційний раунд |                     |                   |                         |
| Рейнджерс                    | Фенербахче          | Бейтар (Єрусалим) | Рапід                   |
| Динамо (Київ)                | Панатінаїкос        | Партизан          | Вісла (Краків)[A]       |
| Андерлехт                    | Базель              | Ольборг           | МТК[A]                  |
| Спарта                       | Бранн               |                   |                         |
| Перший кваліфікаційний раунд |                     |                   |                         |
| Артмедія Петржалка           | ФК Каунас           | БАТЕ              | Лланеллі                |
| Динамо (Загреб)              | Тампере Юнайтед     | Динамо (Тирана)   | Нес Сокнар              |
| Анортосіс                    | Шериф               | Левадія           | Ф91 Дюделанж            |
| ІФК Ґетеборг                 | Дрогеда Юнайтед     | Пюнік             | Валетта                 |
| Домжале                      | Динамо (Тбілісі)    | Інтер             | Санта-Колома            |
| Модрича Максима              | Работнички          | Актобе            | Мурата                  |
| Вентспілс                    | Валюр               | Лінфілд           | Будучность              |

## Виключені команди

### Порту
4 червня 2008 було прийнято рішення виключити португальського чемпіона «Порту» з цьогорічних змагань, оскільки команда була визнана винною в підкупі суддів в португальській лізі сезону 2003-04 років. Як наслідок, наступна за рангом команда, «Віторія» мала просунутися з 3-го кваліфікаційного раунду в групову стадію і «Бенфіка» переміщувалася в Кубку УЄФА в третій кваліфікаційний раунд. Проте, після апеляції «Порту», рішення було передано апеляційним комітетом УЄФА назад до контрольно-дисциплінарного комітету для переоцінки. 16 червня 2008 рішення було переглянуто, і «Порту» був допущений до змагань Лігі Чемпіонів 2008-09. Таке рішення було прийнято, бо в Португалії дисциплінарний процес проти «Порту» ще не був завершений.

### ЦСКА (Софія)
Болгарський чемпіон ЦСКА був виключений з турніру, бо не зміг здобути ліцензію УЄФА через борги різним урядовим структурам і кредиторам. «Левський» зайняв його місце в третьому кваліфікаційному раунді.

## Дати жеребкувань і матчів
Календар показує дати жеребкувань і матчів.
| Дата            | Подія                                                  | Дата              | Подія                                         |
| --------------- | ------------------------------------------------------ | ----------------- | --------------------------------------------- |
| 1 липня 2008    | Жеребкування першого і другого кваліфікаційного раунду | 4 листопада 2008  | Груповий етап, 4-й ігровий день               |
| 15 липня 2008   | Перший кваліфікаційний раунд, перший матч              | 5 листопада 2008  | Груповий етап, 4-й ігровий день               |
| 16 липня 2008   | Перший кваліфікаційний раунд, перший матч              | 25 листопада 2008 | Груповий етап, 5-й ігровий день               |
| 22 липня 2008   | Перший кваліфікаційний раунд, другий матч              | 26 листопада 2008 | Груповий етап, 5-й ігровий день               |
| 23 липня 2008   | Перший кваліфікаційний раунд, другий матч              | 9 грудня 2008     | Груповий етап, 6-й ігровий день               |
| 29 липня 2008   | Другий кваліфікаційний раунд, перший матч              | 10 грудня 2008    | Груповий етап, 6-й ігровий день               |
| 30 липня 2008   | Другий кваліфікаційний раунд, перший матч              | 19 грудня 2008    | Жеребкування 1/8 фіналу                       |
| 1 серпня 2008   | Жеребкування третього кваліфікаційного раунду          | 24 лютого 2009    | 1/8 фіналу, перший матч                       |
| 5 серпня 2008   | Другий кваліфікаційний раунд, другий матч              | 25 лютого 2009    | 1/8 фіналу, перший матч                       |
| 6 серпня 2008   | Другий кваліфікаційний раунд, другий матч              | 10 березня 2009   | 1/8 фіналу, другий матч                       |
| 12 серпня 2008  | Третій кваліфікаційний раунд, перший матч              | 11 березня 2009   | 1/8 фіналу, другий матч                       |
| 13 серпня 2008  | Третій кваліфікаційний раунд, перший матч              | 20 березня 2009   | Жеребкування чвертьфіналу, півфіналу і фіналу |
| 26 серпня 2008  | Третій кваліфікаційний раунд, другий матч              | 7 квітня 2009     | Чвертьфінал, перший матч                      |
| 27 серпня 2008  | Третій кваліфікаційний раунд, другий матч              | 8 квітня 2009     | Чвертьфінал, перший матч                      |
| 28 серпня 2008  | Жеребкування групової стадії                           | 14 квітня 2009    | Чвертьфінал, другий матч                      |
| 16 вересня 2008 | Груповий етап, 1-й ігровий день                        | 15 квітня 2009    | Чвертьфінал, другий матч                      |
| 17 вересня 2008 | Груповий етап, 1-й ігровий день                        | 28 квітня 2009    | Півфінал, перший матч                         |
| 30 вересня 2008 | Груповий етап, 2-й ігровий день                        | 29 квітня 2009    | Півфінал, перший матч                         |
| 1 жовтня 2008   | Груповий етап, 2-й ігровий день                        | 5 травня 2009     | Півфінал, другий матч                         |
| 21 жовтня 2008  | Груповий етап, 3-й ігровий день                        | 6 травня 2009     | Півфінал, другий матч                         |
| 22 жовтня 2008  | Груповий етап, 3-й ігровий день                        | 27 травня 2009    | Фінал в Римі, Італія                          |

## Кваліфікаційні раунди

### Перший кваліфікаційний раунд
Жеребкування першого і другого кваліфікаційного раунду відбулося в швейцарському Ньйоні 1 липня 2008. Перші матчі першого раунду зіграні 15 та 16 липня, другі матчі відбулися 22 та 23 липня 2008.
| Команда 1        | Заг.    | Команда 2         | 1-й матч | 2-й матч |
| ---------------- | ------- | ----------------- | -------- | -------- |
| Лінфілд          | 1:3     | Динамо (Загреб)   | 0:2      | 1:1      |
| Валетта          | 0:3     | Артмедія          | 0:2      | 0:1      |
| Динамо (Тбілісі) | 3:1     | НСІ Рунавік       | 3:0      | 0:1      |
| Санта-Колома     | 2:7     | Каунас            | 1:4      | 1:3      |
| Мурата           | 0:9     | ІФК Гетеборг      | 0:5      | 0:4      |
| Лланеллі         | 1:4     | Вентспілс         | 1:0      | 0:4      |
| Анортосіс        | 3:0     | Пюнік             | 1:0      | 2:0      |
| Інтер (Баку)     | 1:1 (ч) | Работнички        | 0:0      | 1:1      |
| Тампере Юнайтед  | 3:2     | Будучность        | 2:1      | 1:1      |
| Ф91 Дюделанж     | 0:3     | Домжале           | 0:1      | 0:2      |
| Динамо (Тирана)  | 1:4     | Модрича Максима   | 0:2      | 1:2      |
| Актобе           | 1:4     | Шериф (Тирасполь) | 1:0      | 0:4      |
| Дрогеда Юнайтед  | 3:1     | Левадія           | 2:1      | 1:0      |
| БАТЕ             | 3:0     | Валюр             | 2:0      | 1:0      |

У першому кваліфікаційному раунді команди були розділені на два кошики в залежності від коефіцієнтів УЄФА. Нижчий кошик містив 14 команд з футбольних асоціацій 40-53: жодна з цих команд не має клубного рейтингу.
Дві з цих 14 команд змогли вийти до наступного кола: Інтер (Баку) (Азербайджан, ранг країни 42) вибив «Работнички» (Македонія, 36); і БАТЕ (Білорусь, 40) вибив Валюр (Ісландія, 37).

### Другий кваліфікаційний раунд
Перші матчі зіграні 29 та 30 липня, другі — 15 та 6 серпня 2008.
| Команда 1         | Заг.   | Команда 2        | 1-й матч | 2-й матч |
| ----------------- | ------ | ---------------- | -------- | -------- |
| Рейнджерс         | 1:2    | Каунас           | 0:0      | 1:2      |
| Бранн             | (ч)2:2 | Вентспілс        | 1:0      | 1:2      |
| Інтер (Баку)      | 1:3    | Партизан         | 1:1      | 0:2      |
| Тампере Юнайтед   | 3:7    | Артмедія         | 1:3      | 2:4      |
| Анортосіс         | 4:3    | Рапід (Відень)   | 3:0      | 1:3      |
| Домжале           | 2:6    | Динамо (Загреб)  | 0:3      | 2:3      |
| Панатінаїкос      | 3:0    | Динамо (Тбілісі) | 3:0      | 0:0      |
| ІФК Гетеборг      | 3:5    | Базель           | 1:1      | 2:4      |
| Шериф (Тирасполь) | 0:3    | Спарта           | 0:1      | 0:2      |
| Дрогеда Юнайтед   | 3:4    | Динамо (Київ)    | 1:2[B]   | 2:2      |
| Андерлехт         | 3:4    | БАТЕ             | 1:2      | 2:2      |
| Бейтар (Єрусалим) | 2:6    | Вісла            | 2:1      | 0:5      |
| Фенербахче        | 7:0    | МТК (Будапешт)   | 2:0      | 5:0      |
| Ольборг           | 7:1    | Модрича Максима  | 5:0      | 2:1      |

При посіві другого кваліфікаційного раунду команди ьули поділені на два кошика на основі коефіцієнтів УЄФА. Старший кошик увібрав команди з рангом 166 та вище: так що кожна стикова пара мала в точністі одну команду з рангом 166 чи вище.
Три з цих ранжованих 14 були побиті меншими командами: Каунас (без рангу, коефіцієнт 2.640) вибив Рейнджерс (ранг 24, коефіцієнт 66.013); БАТЕ (без рангу, 1.760) вибив Андерлехт (56, 41.810); і Анортосіс (ранг 193) вибив Рапід (Відень) (ранг 166).

### Третій кваліфікаційний раунд
Жеребкування третього кваліфікаційного раунду відбулося знову ж в швейцарському Ньйоні 1 серпня 2008 року. Перші матчі були зіграні 12 і 13 серпня, другі — 26 і 27 серпня. Команди що програли вийшли до першого ранду Кубка УЄФА 2008–2009, команди що виграли пройшли до групового етапу Ліги чемпіонів.
| Команда 1        | Заг.   | Команда 2         | 1-й матч | 2-й матч |
| ---------------- | ------ | ----------------- | -------- | -------- |
| Анортосіс        | 3:1    | Олімпіакос        | 3:0      | 0:1      |
| Віторія          | 1:2    | Базель            | 0:0      | 1:2      |
| Шахтар           | 5:1    | Динамо Загреб     | 2:0      | 3:1      |
| Шальке 04        | 1:4    | Атлетіко (Мадрид) | 1:0      | 0:4      |
| Ольборг          | 4:0    | Каунас            | 2:0      | 2:0      |
| Барселона        | 4:1    | Вісла             | 4:0      | 0:1      |
| Левський (Софія) | 1:2    | БАТЕ              | 0:1      | 1:1      |
| Стандард (Льєж)  | 0:1    | Ліверпуль         | 0:0      | 0:1 (о)  |
| Партизан         | 3:4    | Фенербахче        | 2:2      | 1:2      |
| Твенте           | 0:6    | Арсенал           | 0:2      | 0:4      |
| Спартак Москва   | 2:8    | Динамо            | 1:4      | 1:4      |
| Ювентус          | 5:1    | Артмедія          | 4:0      | 1:1      |
| Бранн            | 1:3    | Марсель           | 0:1      | 1:2      |
| Фіорентіна       | 2:0    | Славія (Прага)    | 2:0      | 0:0      |
| Галатасарай      | 2:3    | Стяуа             | 2:2      | 0:1      |
| Спарта           | 1:3[C] | Панатінаїкос      | 1:2      | 0:1      |

Під час жеребкування третього кваліфікаційного раунду команди були розділені на два кошики в залежності від коефіцієнтів УЄФА. Перший кошик містив команди з місцями 61 і вище. Команди, що виграли в другому кваліфікаційному раунді також потрапили до першого кошика. Серед них були Каунас та БАТЕ.
В чотирьох з шістнадцяти пар перемогу здобула команда з меншим рейтингом: Анортосіс (193 місце) переміг Олімпіакос (44 місце); БАТЕ (без місця, коефіцієнт 1.760) переміг Левський (Софія) (80 місце, коефіцієнт 32.644); Атлетіко (Мадрид) (67 місце) переміг Шальке 04 (22 місце) і Динамо (Київ) (74 місце) переміг Спартак (Москва) (61 місце).

## Груповий етап
Жеребкування групового етапу відбулося 28 серпня 2008 року в Grimaldi Forum, Монако, перед матчем Суперкубка УЄФА 2008, що пройшов наступного дня.

#### Критерії виходу при однаковій кількості очок
На основі абзацу 4.05 правил УЄФА поточного сезону, якщо дві або більше команд здобудуть рівну кількість очок у змаганнях на груповому етапі, для визначення тих, хто просувається далі, будуть застосовані такі критерії:
1. більша кількість очок, здобутих у матчах між цими командами;
2. найкраща різниця м'ячів у матчах між цими командами;
3. більша кількість м'ячів, забитих на виїзді в матчах між цими командами;
4. найкраща різниця м'ячів в усіх матчах групового етапу;
5. більша кількість м'ячів, забитих в усіх матчах;
6. більший коефіцієнт клубу і його асоціації за останні п'ять сезонів.

| Легенда                                                                 |
| ----------------------------------------------------------------------- |
| Команди, що пройшли до плей-оф, позначені жирним шрифтом                |
| Команди, що пройшли до Кубка УЄФА, позначені жирним курсивом            |
| Команди, що вибули з подальшої боротьби в сезоні, позначаються курсивом |

### Група A
| М  | Команда | І | В | Н | П | МЗ | МП | РМ | О  |
| -- | ------- | - | - | - | - | -- | -- | -- | -- |
| 1. | Рома    | 6 | 4 | 0 | 2 | 12 | 6  | +6 | 12 |
| 2. | Челсі   | 6 | 3 | 2 | 1 | 9  | 5  | +4 | 11 |
| 3. | Бордо   | 6 | 2 | 1 | 3 | 5  | 11 | −6 | 7  |
| 4. | Клуж    | 6 | 1 | 1 | 4 | 5  | 9  | −4 | 4  |

|       | БОР   | КЛУ   | ЧЕЛ   | РОМ   |
| ----- | ----- | ----- | ----- | ----- |
| Бордо | —     | 1 — 0 | 1 — 1 | 1 — 3 |
| Клуж  | 1 — 2 | —     | 0 — 0 | 1 — 3 |
| Челсі | 4 — 0 | 2 — 1 | —     | 1 — 0 |
| Рома  | 2 — 0 | 1 — 2 | 3 — 1 | —     |

### Група B
| М  | Команда        | І | В | Н | П | МЗ | МП | РМ | О  |
| -- | -------------- | - | - | - | - | -- | -- | -- | -- |
| 1. | Панатінаїкос   | 6 | 3 | 1 | 2 | 8  | 7  | +1 | 10 |
| 2. | Інтернаціонале | 6 | 2 | 2 | 2 | 8  | 7  | +1 | 8  |
| 3. | Вердер         | 6 | 1 | 4 | 1 | 7  | 9  | −2 | 7  |
| 4. | Анортосіс      | 6 | 1 | 3 | 2 | 8  | 8  | 0  | 6  |

|                | АНО   | ІНТ   | ПАН   | ВЕР   |
| -------------- | ----- | ----- | ----- | ----- |
| Анортосіс      | —     | 3 — 3 | 3 — 1 | 2—2   |
| Інтернаціонале | 1 — 0 | —     | 0 — 1 | 1 — 1 |
| Панатінаїкос   | 1 — 0 | 0 — 2 | —     | 2 — 2 |
| Вердер         | 0 — 0 | 2 — 1 | 0 — 3 | —     |

### Група C
| М  | Команда   | І | В | Н | П | МЗ | МП | РМ  | О  |
| -- | --------- | - | - | - | - | -- | -- | --- | -- |
| 1. | Барселона | 6 | 4 | 1 | 1 | 18 | 8  | +10 | 13 |
| 2. | Спортінг  | 6 | 4 | 0 | 2 | 8  | 8  | 0   | 12 |
| 3. | Шахтар    | 6 | 3 | 0 | 3 | 11 | 7  | +4  | 9  |
| 4. | Базель    | 6 | 0 | 1 | 5 | 2  | 16 | −14 | 1  |

|           | БАР   | БАЗ   | ШАХ   | СПО   |
| --------- | ----- | ----- | ----- | ----- |
| Барселона | —     | 1 — 1 | 2 — 3 | 3 — 1 |
| Базель    | 0 — 5 | —     | 1 — 2 | 0 — 1 |
| Шахтар    | 1 — 2 | 5 — 0 | —     | 0 — 1 |
| Спортінг  | 2 — 5 | 2 — 0 | 1 — 0 | —     |

### Група D
| М  | Команда           | І | В | Н | П | МЗ | МП | РМ | О  |
| -- | ----------------- | - | - | - | - | -- | -- | -- | -- |
| 1. | Ліверпуль         | 6 | 4 | 2 | 0 | 11 | 5  | +6 | 14 |
| 2. | Атлетіко (Мадрид) | 6 | 3 | 3 | 0 | 9  | 1  | +8 | 12 |
| 3. | Марсель           | 6 | 1 | 1 | 4 | 5  | 7  | −2 | 4  |
| 4. | ПСВ Ейндховен     | 6 | 1 | 0 | 5 | 7  | 11 | −4 | 3  |

|                   | АТЛ   | ЛІВ   | МАР   | ПСВ   |
| ----------------- | ----- | ----- | ----- | ----- |
| Атлетіко (Мадрид) | —     | 1 — 1 | 2 — 1 | 2 — 1 |
| Ліверпуль         | 1 — 1 | —     | 1 — 0 | 3 — 1 |
| Марсель           | 0 — 0 | 1 — 2 | —     | 3 — 0 |
| ПСВ Ейндховен     | 0 — 3 | 1 — 3 | 2 — 0 | —     |

### Група E
| М  | Команда           | І | В | Н | П | МЗ | МП | РМ | О  |
| -- | ----------------- | - | - | - | - | -- | -- | -- | -- |
| 1. | Манчестер Юнайтед | 6 | 2 | 4 | 0 | 9  | 3  | +6 | 10 |
| 2. | Вільярреал        | 6 | 2 | 3 | 1 | 9  | 7  | +2 | 9  |
| 3. | Ольборг           | 6 | 1 | 3 | 2 | 9  | 14 | −5 | 6  |
| 4. | Селтік            | 6 | 1 | 2 | 3 | 5  | 6  | −1 | 5  |

|                   | ОЛБ   | СЕЛ   | МЮ    | ВІЛ   |
| ----------------- | ----- | ----- | ----- | ----- |
| Ольборг           | —     | 2 — 1 | 0 — 3 | 2 — 2 |
| Селтік            | 0 — 0 | —     | 1 — 1 | 2 — 0 |
| Манчестер Юнайтед | 2 — 2 | 3 — 0 | —     | 0 — 0 |
| Вільярреал        | 6 — 3 | 1 — 0 | 0 — 0 | —     |

### Група F
| М  | Команда    | І | В | Н | П | МЗ | МП | РМ | О  |
| -- | ---------- | - | - | - | - | -- | -- | -- | -- |
| 1. | Баварія    | 6 | 4 | 2 | 0 | 12 | 4  | +8 | 14 |
| 2. | Ліон       | 6 | 3 | 2 | 1 | 14 | 10 | +4 | 11 |
| 3. | Фіорентіна | 6 | 1 | 3 | 2 | 5  | 8  | −3 | 6  |
| 4. | Стяуа      | 6 | 0 | 1 | 5 | 3  | 12 | −9 | 1  |

|            | БАВ   | ФІО   | ЛІО   | СТЯ   |
| ---------- | ----- | ----- | ----- | ----- |
| Баварія    | —     | 3 — 0 | 1 — 1 | 3 — 0 |
| Фіорентіна | 1 — 1 | —     | 1 — 2 | 0 — 0 |
| Ліон       | 2 — 3 | 2 — 2 | —     | 2 — 0 |
| Стяуа      | 0 — 1 | 0 — 1 | 3 — 5 | —     |

### Група G
| М  | Команда    | І | В | Н | П | МЗ | МП | РМ | О  |
| -- | ---------- | - | - | - | - | -- | -- | -- | -- |
| 1. | Порту      | 6 | 4 | 0 | 2 | 9  | 8  | +1 | 12 |
| 2. | Арсенал    | 6 | 3 | 2 | 1 | 11 | 5  | +6 | 11 |
| 3. | Динамо     | 6 | 2 | 2 | 2 | 4  | 4  | 0  | 8  |
| 4. | Фенербахче | 6 | 0 | 2 | 4 | 4  | 11 | −7 | 2  |

|            | АРС   | ДИН   | ФЕН   | ПОР   |
| ---------- | ----- | ----- | ----- | ----- |
| Арсенал    | —     | 1 — 0 | 0 — 0 | 4 — 0 |
| Динамо     | 1 — 1 | —     | 1 — 0 | 1 — 2 |
| Фенербахче | 2 — 5 | 0 — 0 | —     | 1 — 2 |
| Порту      | 2 — 0 | 0 — 1 | 3 — 1 | —     |

### Група H
| М  | Команда     | І | В | Н | П | МЗ | МП | РМ | О  |
| -- | ----------- | - | - | - | - | -- | -- | -- | -- |
| 1. | Ювентус     | 6 | 3 | 3 | 0 | 7  | 3  | +4 | 12 |
| 2. | Реал Мадрид | 6 | 4 | 0 | 2 | 9  | 5  | +4 | 12 |
| 3. | Зеніт       | 6 | 1 | 2 | 3 | 4  | 7  | −3 | 5  |
| 4. | БАТЕ        | 6 | 0 | 3 | 3 | 3  | 8  | −5 | 3  |

|             | БАТ   | ЮВЕ   | РМ    | ЗНТ   |
| ----------- | ----- | ----- | ----- | ----- |
| БАТЕ        | —     | 2 — 2 | 0 — 1 | 0 — 2 |
| Ювентус     | 0 — 0 | —     | 2 — 1 | 1 — 0 |
| Реал Мадрид | 2 — 0 | 0 — 2 | —     | 3 — 0 |
| Зеніт       | 1 — 1 | 0 — 0 | 1 — 2 | —     |

## Плей-оф
В раундах плей-оф до півфіналу команди грають по два матчі — вдома і навиїзді. Команди що в групах посіли перші місця грають з тими що посіли другі, проте суперник не може бути з тієї ж країни чи групи. При жеребкуванні чвертьфіналу та півфіналу враховуються результати 1/8.
|  | 1/8 фіналу        | 1/8 фіналу        | 1/8 фіналу | 1/8 фіналу |   |                   | Чвертьфінал | Чвертьфінал | Чвертьфінал | Чвертьфінал |  |                   | Півфінал | Півфінал | Півфінал | Півфінал |           |   | Фінал | Фінал |
|  |                   |                   |            |            |   |                   |             |             |             |             |  |                   |          |          |          |          |           |   |       |       |
|  | Ліон              | 1                 | 2          | 3          |   |                   |             |             |             |             |  |                   |          |          |          |          |           |   |       |       |
|  | Барселона         | 1                 | 5          | 6          |   |                   |             |             |             |             |  |                   |          |          |          |          |           |   |       |       |
|  | Барселона         | 1                 | 5          | 6          |   | Барселона         | 4           | 1           | 5           |             |  |                   |          |          |          |          |           |   |       |       |
|  |                   |                   |            |            |   | Барселона         | 4           | 1           | 5           |             |  |                   |          |          |          |          |           |   |       |       |
|  |                   | Баварія           | 0          | 1          | 1 |                   |             |             |             |             |  |                   |          |          |          |          |           |   |       |       |
|  | Спортінг          | Баварія           | 0          | 1          | 1 | 0                 | 1           | 1           |             |             |  |                   |          |          |          |          |           |   |       |       |
|  | Спортінг          |                   |            |            |   | 0                 | 1           | 1           |             |             |  |                   |          |          |          |          |           |   |       |       |
|  | Баварія           | 5                 | 7          | 12         |   |                   |             |             |             |             |  |                   |          |          |          |          |           |   |       |       |
|  | Баварія           | 5                 | 7          | 12         |   |                   |             |             |             |             |  | Барселона (ч)     | 0        | 1        | 1        |          |           |   |       |       |
|  |                   |                   |            |            |   |                   |             |             |             |             |  | Барселона (ч)     | 0        | 1        | 1        |          |           |   |       |       |
|  |                   | Челсі             | 0          | 1          | 1 |                   |             |             |             |             |  |                   |          |          |          |          |           |   |       |       |
|  | Реал Мадрид       | Челсі             | 0          | 1          | 1 | 0                 | 0           | 0           |             |             |  |                   |          |          |          |          |           |   |       |       |
|  | Реал Мадрид       |                   |            |            |   | 0                 | 0           | 0           |             |             |  |                   |          |          |          |          |           |   |       |       |
|  | Ліверпуль         | 1                 | 4          | 5          |   |                   |             |             |             |             |  |                   |          |          |          |          |           |   |       |       |
|  | Ліверпуль         | 1                 | 4          | 5          |   | Ліверпуль         | 1           | 4           | 5           |             |  |                   |          |          |          |          |           |   |       |       |
|  |                   |                   |            |            |   | Ліверпуль         | 1           | 4           | 5           |             |  |                   |          |          |          |          |           |   |       |       |
|  |                   | Челсі             | 3          | 4          | 7 |                   |             |             |             |             |  |                   |          |          |          |          |           |   |       |       |
|  | Челсі             | Челсі             | 3          | 4          | 7 | 1                 | 2           | 3           |             |             |  |                   |          |          |          |          |           |   |       |       |
|  | Челсі             |                   |            |            |   | 1                 | 2           | 3           |             |             |  |                   |          |          |          |          |           |   |       |       |
|  | Ювентус           | 0                 | 2          | 2          |   |                   |             |             |             |             |  |                   |          |          |          |          |           |   |       |       |
|  | Ювентус           | 0                 | 2          | 2          |   |                   |             |             |             |             |  |                   |          |          |          |          | Барселона | 2 |       |       |
|  |                   |                   |            |            |   |                   |             |             |             |             |  |                   |          |          |          |          |           | 2 |       |       |
|  |                   | Манчестер Юнайтед | 0          |            |   |                   |             |             |             |             |  |                   |          |          |          |          |           |   |       |       |
|  | Інтернаціонале    | Манчестер Юнайтед | 0          | 0          | 0 | 0                 |             |             |             |             |  |                   |          |          |          |          |           |   |       |       |
|  | Інтернаціонале    |                   |            | 0          | 0 | 0                 |             |             |             |             |  |                   |          |          |          |          |           |   |       |       |
|  | Манчестер Юнайтед | 0                 | 2          | 2          |   |                   |             |             |             |             |  |                   |          |          |          |          |           |   |       |       |
|  | Манчестер Юнайтед | 0                 | 2          | 2          |   | Манчестер Юнайтед | 2           | 1           | 3           |             |  |                   |          |          |          |          |           |   |       |       |
|  |                   |                   |            |            |   | Манчестер Юнайтед | 2           | 1           | 3           |             |  |                   |          |          |          |          |           |   |       |       |
|  |                   | Порту             | 2          | 0          | 2 |                   |             |             |             |             |  |                   |          |          |          |          |           |   |       |       |
|  | Атлетіко (Мадрид) | Порту             | 2          | 0          | 2 | 2                 | 0           | 2           |             |             |  |                   |          |          |          |          |           |   |       |       |
|  | Атлетіко (Мадрид) |                   |            |            |   | 2                 | 0           | 2           |             |             |  |                   |          |          |          |          |           |   |       |       |
|  | Порту (ч)         | 2                 | 0          | 2          |   |                   |             |             |             |             |  |                   |          |          |          |          |           |   |       |       |
|  | Порту (ч)         | 2                 | 0          | 2          |   |                   |             |             |             |             |  | Манчестер Юнайтед | 1        | 3        | 4        |          |           |   |       |       |
|  |                   |                   |            |            |   |                   |             |             |             |             |  | Манчестер Юнайтед | 1        | 3        | 4        |          |           |   |       |       |
|  |                   | Арсенал           | 0          | 1          | 1 |                   |             |             |             |             |  |                   |          |          |          |          |           |   |       |       |
|  | Вільярреал        | Арсенал           | 0          | 1          | 1 | 1                 | 2           | 3           |             |             |  |                   |          |          |          |          |           |   |       |       |
|  | Вільярреал        |                   |            |            |   | 1                 | 2           | 3           |             |             |  |                   |          |          |          |          |           |   |       |       |
|  | Панатінаїкос      | 1                 | 1          | 2          |   |                   |             |             |             |             |  |                   |          |          |          |          |           |   |       |       |
|  | Панатінаїкос      | 1                 | 1          | 2          |   | Вільярреал        | 1           | 0           | 1           |             |  |                   |          |          |          |          |           |   |       |       |
|  |                   |                   |            |            |   | Вільярреал        | 1           | 0           | 1           |             |  |                   |          |          |          |          |           |   |       |       |
|  |                   | Арсенал           | 1          | 3          | 4 |                   |             |             |             |             |  |                   |          |          |          |          |           |   |       |       |
|  | Арсенал (п)       | Арсенал           | 1          | 3          | 4 | 1                 | 0           | 1 (7)       |             |             |  |                   |          |          |          |          |           |   |       |       |
|  | Арсенал (п)       |                   |            |            |   | 1                 | 0           | 1 (7)       |             |             |  |                   |          |          |          |          |           |   |       |       |
|  | Рома              | 0                 | 1          | 1 (6)      |   |                   |             |             |             |             |  |                   |          |          |          |          |           |   |       |       |

### 1/8 фіналу
Жеребкування першого раунду плей-оф пройшло 19 грудня 2008 року в Ньйоні, Швейцарія. Перші матчі пройшли 24 та 25 лютого 2009 року, другі — 10 та 11 березня.
| Команда 1         | Заг.        | Команда 2         | 1-й матч | 2-й матч |
| ----------------- | ----------- | ----------------- | -------- | -------- |
| Челсі             | 3:2         | Ювентус           | 1:0      | 2:2      |
| Вільярреал        | 3:2         | Панатінаїкос      | 1:1      | 2:1      |
| Спортінг          | 1:12        | Баварія           | 0:5      | 1:7      |
| Атлетіко (Мадрид) | 2:2 (ч)     | Порту             | 2:2      | 0:0      |
| Ліон              | 3:6         | Барселона         | 1:1      | 2:5      |
| Реал Мадрид       | 0:5         | Ліверпуль         | 0:1      | 0:4      |
| Арсенал           | 1:1 (7:6 п) | Рома              | 1:0      | 0:1 (о)  |
| Інтернаціонале    | 0:2         | Манчестер Юнайтед | 0:0      | 0:2      |

### Чвертьфінали
Жеребкування фінальних раундів змагання пройшло 20 березня 2009 року. Перші матчі чвертьфіналу відбудуться 7 та 8 квітня, другі — 14 та 15 квітня. У наслідок 20-тиріччя трагедії на Хіллсборо, «Ліверпуль» подав заяву до УЄФА щодо проведення матчу-відповіді 15 квітня, проте гра відбулася за розкладом: 14 квітня.
| Команда 1         | Заг. | Команда 2 | 1-й матч | 2-й матч |
| ----------------- | ---- | --------- | -------- | -------- |
| Вільярреал        | 1:4  | Арсенал   | 1:1      | 3:0      |
| Манчестер Юнайтед | 3:2  | Порту     | 2:2      | 1:0      |
| Ліверпуль         | 5:7  | Челсі     | 1:3      | 4:4      |
| Барселона         | 5:1  | Баварія   | 4:0      | 1:1      |

### Півфінали
Жеребкування півфіналів пройшло одразу ж після чвертьфіналів. Перші матчі відбулися 28 та 29 квітня, а другі — 5 та 6 травня.
| Команда 1         | Заг. | Команда 2 | 1-й матч | 2-й матч |
| ----------------- | ---- | --------- | -------- | -------- |
| Манчестер Юнайтед | 4:1  | Арсенал   | 1:0      | 3:1      |
| Барселона         | 1:1  | Челсі     | 0:0      | 1:1      |

### Фінал
Фінал Ліги чемпіонів УЄФА 2008–2009 відбувся 27 травня 2009 на Стадіо Олімпіко, у столиці Італії — Римі. Переможцем стала каталонська «Барселона», для якої це вже третій титул.
| 27 травня 2009 20:45 |

| Барселона           | 2:0  | Манчестер Юнайтед |
| ------------------- | ---- | ----------------- |
| Ето'о 10' Мессі 70' | Звіт |                   |

| Стадіо Олімпіко, Рим Глядачів: 62 467 Арбітр: Массімо Бузакка, Швейцарія |

| Переможець Ліги чемпіонів УЄФА 2008–2009 |
| ---------------------------------------- |
| Іспанія                                  |
| Барселона Третій титул                   |

## Найкращі бомбардири
Найкращі бомбардири Ліги чемпіонів УЄФА 2008–2009 (не включаючи кваліфікаційні раунди):
| Місце | Ім'я                  | Клуб      | Голів | Хвилин зіграно |
| ----- | --------------------- | --------- | ----- | -------------- |
| 1     | Ліонель Мессі         | Барселона | 9     | 927'           |
| 2     | Стівен Джеррард       | Ліверпуль | 7     | 557'           |
| 2     | Мирослав Клозе        | Баварія   | 7     | 654'           |
| 4     | Лісандро Лопез        | Порту     | 6     | 900'           |
| 5     | Алессандро Дель Пьєро | Ювентус   | 5     | 651'           |
| 5     | Карім Бензема         | Ліон      | 5     | 704'           |
| 5     | Тьєрі Анрі            | Барселона | 5     | 702'           |
| 5     | Еммануель Адебайор    | Арсенал   | 5     | 612'           |
| 5     | Дідьє Дрогба          | Челсі     | 5     | 666'           |
| 5     | Робін ван Персі       | Арсенал   | 5     | 695'           |

- Джерело: Найкращі бомбардири. Статистика УЄФА [Архівовано 4 лютого 2010 у Wayback Machine.] (оновлено 27 травня 2009)

## Виноски
A. ↑  Піднято з нижчого кваліфікаційного раунду, оскільки правило «Чемпіона країни» не використовувалося.
B. ↑  Матч проводився у Дубліні.
C. ↑  Порядок матчів змінено.